# Trả góp
Trả góp là phương thức cho vay tiền mà các kỳ trả nợ gốc và lãi trùng nhau. Số tiền trả nợ của mỗi kỳ là bằng nhau theo thỏa thuận (hợp đồng) và số lãi được tính dựa trên số dư nợ gốc và thời hạn thực tế của kỳ hạn trả nợ. Thông thường, kỳ hạn trả nợ là 1 tháng, 3 tháng, 6 tháng hoặc 1 năm, tùy thuộc vào nhu cầu, khả năng tài chính trả trước và khả năng tài chính trả định kỳ. Trả góp còn áp dụng trong việc cho vay tiêu dùng, mua tài sản giá trị lớn (nhà đất, xe hơi...). Lãi suất cho vay trả góp thường do bên cho vay và bên vay tự thỏa thuận.
Ví dụ một trường hợp: Một người vay 10 triệu tiền với lãi suất 20%. Như vậy nợ gốc là 10 triệu đồng + nợ lãi là 2 triệu đồng = tổng nợ gốc lãi là 12 triệu đồng. Nếu phân bổ thành 6 kỳ hạn trả, mỗi kỳ là 2 tháng thì số tiền trả nợ mỗi kỳ là 2 triệu đồng.  

## Các hình thức vay trả góp tại Việt Nam
Có 2 hình thức vay trả góp phổ biến nhất hiện nay là: 
1. Vay tín chấp: Vay tín chấp là hình thức vay mà người đi vay không cần thế chấp tài sản, không cần bảo lãnh. Thủ tục của vay tín chấp thường đơn giản, nhanh chóng, thời gian xét duyệt nhanh, giải ngân nhanh chóng tuỳ theo ngân hàng (Tối thiểu 8 tiếng làm việc), thời gian vay linh động tuỳ theo . Tuy nhiên lãi suất vay thường khá cao nhằm hạn chế rủi ro nợ xấu từ người vay.
2. Vay thế chấp: Vay thế chấp là hình thức vay mà người đi vay cần thế chấp tài sản hiện có (giấy tờ nhà đất, xe cộ hoặc tài sản hữu hình có giá trị cao), đặc biệt phù hợp cho những đối tượng vay cần một khoản tiền lớn cho mục đích cá nhân như vay mua nhà, vay mua xe....Thủ tục vay thế chấp thường phức tạp, đòi hỏi thẩm định kĩ càng nên thời gian chấp nhận hồ sơ vay vốn thường rất lâu và hồ sơ cần được chuẩn bị kĩ càng, bài bản và được công chứng kĩ càng.

## Thủ tục vay ngân hàng mua nhà trả góp tại ngân hàng Việt Nam

### Điều kiện vay vốn
1. Là công dân Việt Nam từ 18 đến 70 tuổi (Tính tới thời điểm đáo hạn) có đầy đủ năng lực hình sự, pháp lý theo quy định và điều kiện của pháp luật Việt Nam
2. Đang sinh sống và làm việc tại Việt Nam hoặc nơi sinh sống có văn phòng/trụ sở ngân hàng trên toàn quốc.
3. Có tài sản thuộc về từ người đi vay và phù hợp với quy định, điều kiện mà các ngân hàng đưa ra
4. Chứng minh được thu nhập thường xuyên và ổn định, có đủ khả năng và thẩm quyền trả nợ cho ngân hàng

### Hồ sơ vay vốn
1. Giấy tờ tuỳ thân (CMTND/Hộ chiếu, sổ hộ khẩu/KT3...)
2. Giấy tờ chứng minh tài chính (Bảng lương, hợp đồng lao động...)
3. Giấy tờ xác nhận tình trạng hôn nhân
4. Đơn xin vay vốn theo mẫu của ngân hàng
5. Giấy tờ liên quan đến hợp đồng, thông tin mua nhà
6. Giấy tờ chúng minh tài sản người đi vay đang sở hữu[1]

## Thủ tục vay ngân hàng mua xe hơi trả góp tại ngân hàng Việt Nam

### Điều kiện vay vốn
1. Khách hàng cá nhân/hộ gia đình người Việt Nam, cá nhân người nước ngoài
2. Đang sinh sống và làm việc tại Việt Nam hoặc nơi sinh sống có văn phòng/trụ sở ngân hàng trên toàn quốc
3. Có tài sản và thu nhập thường xuyên ổn định cho mục đích trả nợ đúng hạn

### Hồ sơ vay vốn
1. Hồ sơ cá nhân: CMTND hoặc hộ chiếu
2. Hồ sơ chứng minh thu nhập: Hợp đồng lao động, sao kê lương, hợp đồng cho thuê nhà/xe, hồ sơ thu nhập từ hoạt động sản xuất kinh doanh (Đối với chủ hộ kinh doanh)
3. Hồ sơ mục đích vay vốn: Hợp đồng mua bán xe
4. Đơn xin vay vốn: Theo mẫu ngân hàng cần vay[2]

## Cập nhật lãi suất cho vay từ các ngân hàng tại Việt Nam 2022
| Ngân hàng     | Vay tín chấp       | Vay mua nhà | Vay mua ô tô |
| VIB           | 16%                | 8,30%       | 7,40%        |
| Vietcombank   | 15%                | 7,70%       | 8,40%        |
| Vietinbank    | 9,60%              | 8,50%       | 7,70%        |
| Bản Việt      | từ 6% đến 9,5%/năm | 8,39%       | 8,99%        |
| VPBank        | 14%                | 8,90%       | 9,49%        |
| ACB           | 17,90%             | 9,50%       | 7,50%        |
| Sacombank     | 11%                | 7,50%       | 7,50%        |
| BIDV          | 13,50%             | 7,80%       | 7,70%        |
| TP Bank       | 17%                | 7,90%       | 7,70%        |
| Maritime Bank | 12,99%             | 7,99%       | 6,99%        |